# Městské hradby v Levoči
Levočské městské hradby jsou převážně středověké opevnění tvořené hradbou s baštami, věžemi a branami, obklopující historické jádro města Levoča na Spiši na severovýchodě Slovenska. Jde o jeden z nejzachovalejších městských obranných systémů na Slovensku a je chráněn jako národní kulturní památka Slovenské republiky.

## Historie
Opevnění města Levoča začalo vznikat již v polovině 13. století, ale tehdy jej ještě tvořily dřevěné palisády a ploty. S výstavbou kamenných obranných hradeb se začalo ve druhé polovině 13. století (pravděpodobně hned po mongolském vpádu v letech 1241–1242) a stavba byla dokončena v následujícím století, možná již kolem roku 1310. Hradby byly dlouhé asi 2,5 kilometru a obklopovaly celé město. Výška hlavní hradby byla 6–8 metrů a nižší vnější hradby asi 3–3,5 m. Mezi těmito dvěma hradbami se nacházela 4,5–6 metrů široká plocha (tzv. parkán). Celé opevnění obklopoval 13–15 metrů široký a 3–4 metry hluboký příkop se zpevněnými břehy plněný vodou z Levočského potoka. Opevnění původně mělo třináct věží a bašt, pojmenovaných podle jejich umístění nebo zvláštností (Hrubá věž, Klášterní věž, Putscherova věž, Sedmá věž, Spálená věž, věž Ostrý kout a další). Nejstarší věže pocházejí ze 14. století. Byly zevnitř otevřené (tzv. skořepinové věže). Postupem času byl obranný systém různě upravován. K posledním úpravám opevnění došlo na počátku 16. století, kdy se již hojně používalo dělostřelectvo.
Původně mělo město pouze dvě brány: Horní neboli Košickou bránu a Dolní neboli Polskou bránu. Třetí Menhardská brána byla postavena o něco později. Byla však těžce poškozena při velkém požáru města v roce 1599 a v roce 1603 byla uzavřena. Nahradila ji jižní brána, která se nedochovala.
Stejně jako v jiných opevněných městech byli všichni obyvatelé povinni bránit hradby. Jednotlivé úseky hradeb a obranné věže byly rozděleny mezi jednotlivé řemeslnické cechy, které byly povinny udržovat dostatečné zásoby zbraní, střelného prachu a nábojů.
V důsledku dlouhého obléhání města císařským vojskem během povstání Františka Rákocziho v roce 1710 a následného rozšíření moru byly hradby v roce 1711 ve velmi špatném stavu. Vzhledem ke zbídačení města trvala oprava hradeb dlouho: ještě v roce 1728 nebyly práce dokončeny. V průběhu 18. století však hradby středověkého původu většinou ztratily svou vojenskou hodnotu. Proto již v roce 1803 vídeňská dvorská komora povolila prodej částí opevnění. Bašty a věže byly využity k obytným účelům a prostor bývalého příkopu byl přeměněn na zeleninové zahrady a sady.
Městské hradby se dochovaly přibližně v 80 % původní délky. Chybějící úseky v délce necelých 500 metrů se nacházejí v jižní části obvodu, kde byly hradby zbořeny při výstavbě kasáren. Některé části stávajících hradeb byly rekonstruovány, zbytek je od roku 1996 opravován a chráněn před degradací. Zachovalo se také šest věží včetně Kupecké a Prašné bašty.

## Galerie

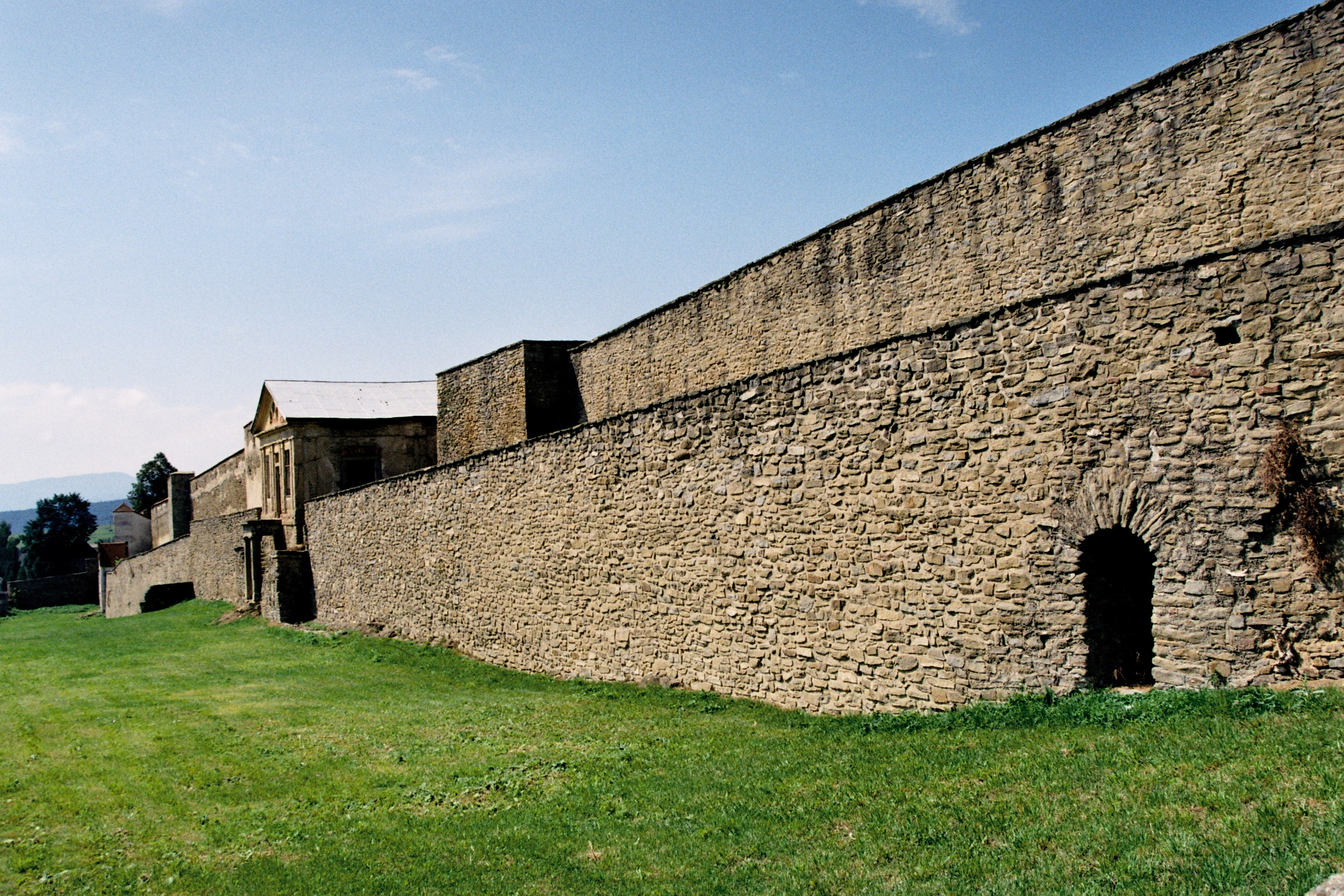
Městské opevnění
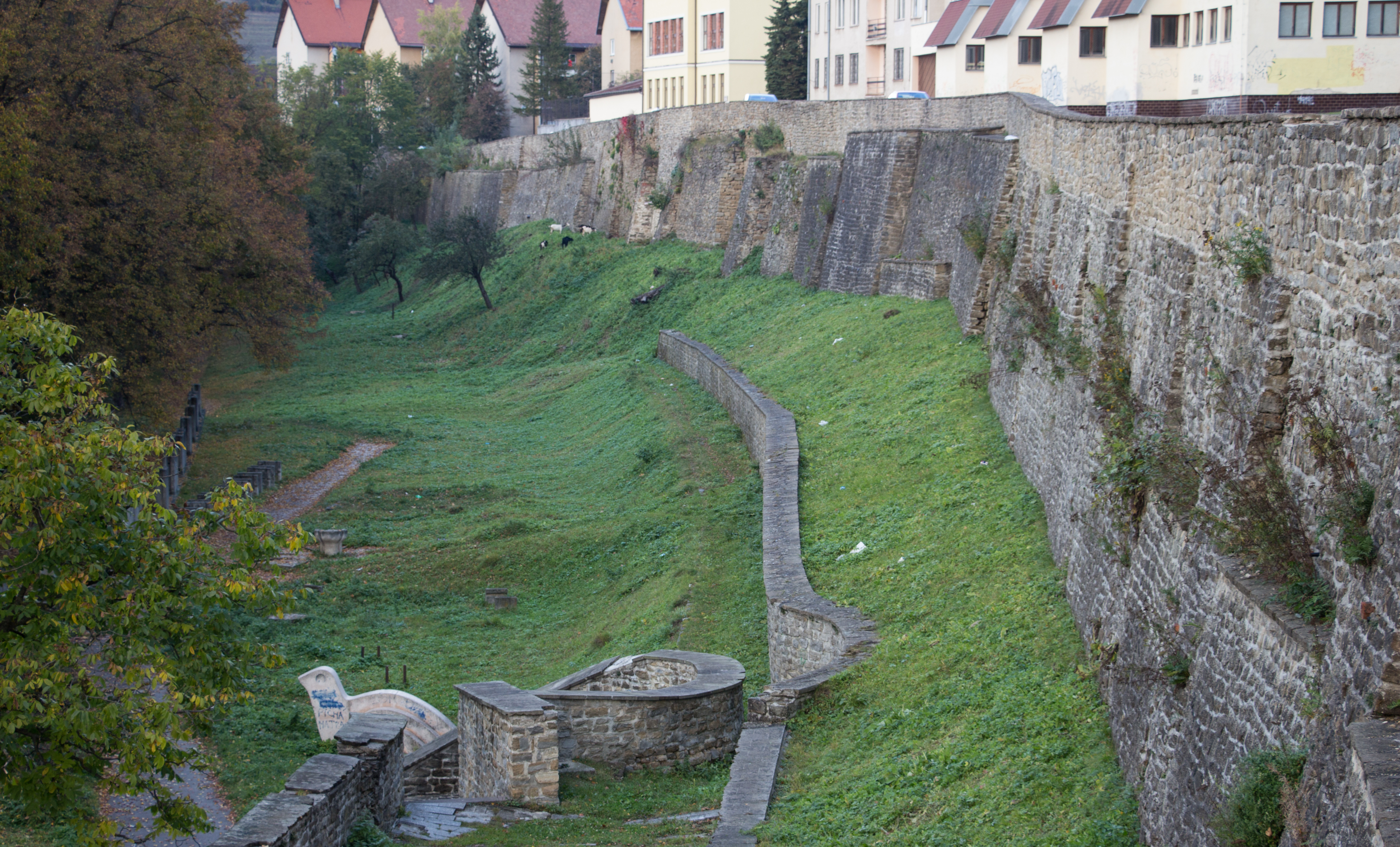
Městské opevnění
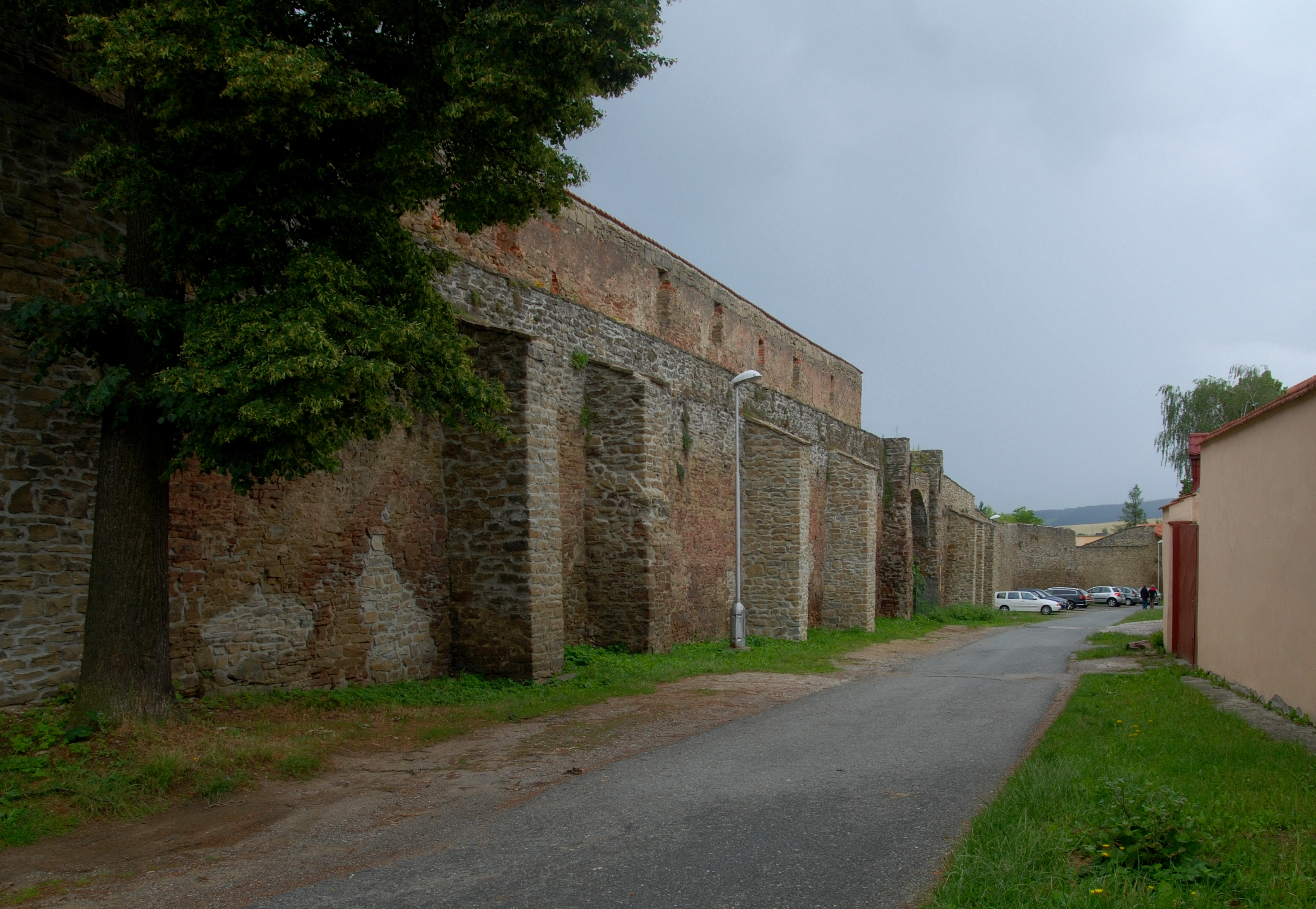
Městské opevnění
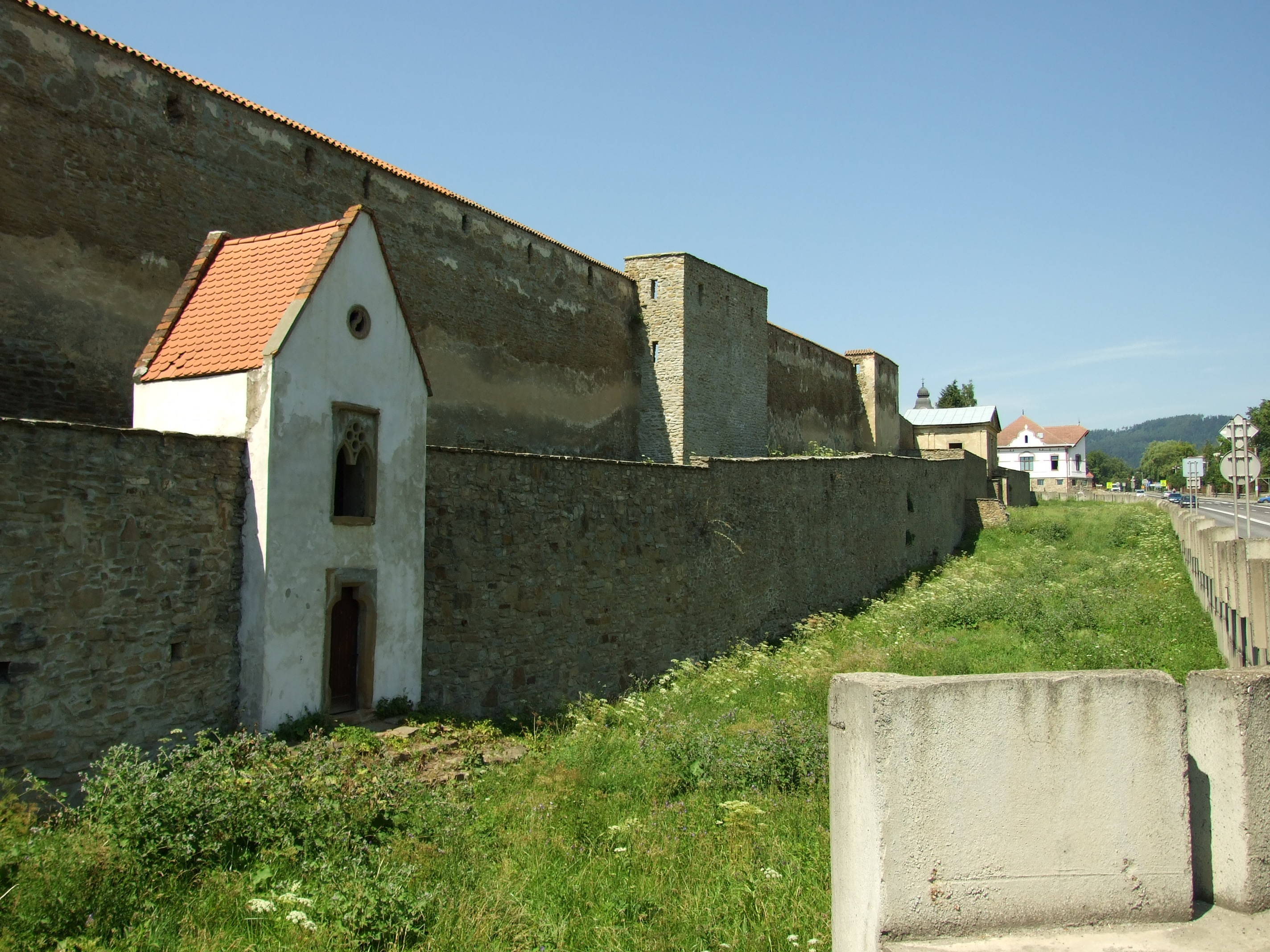
Městské opevnění
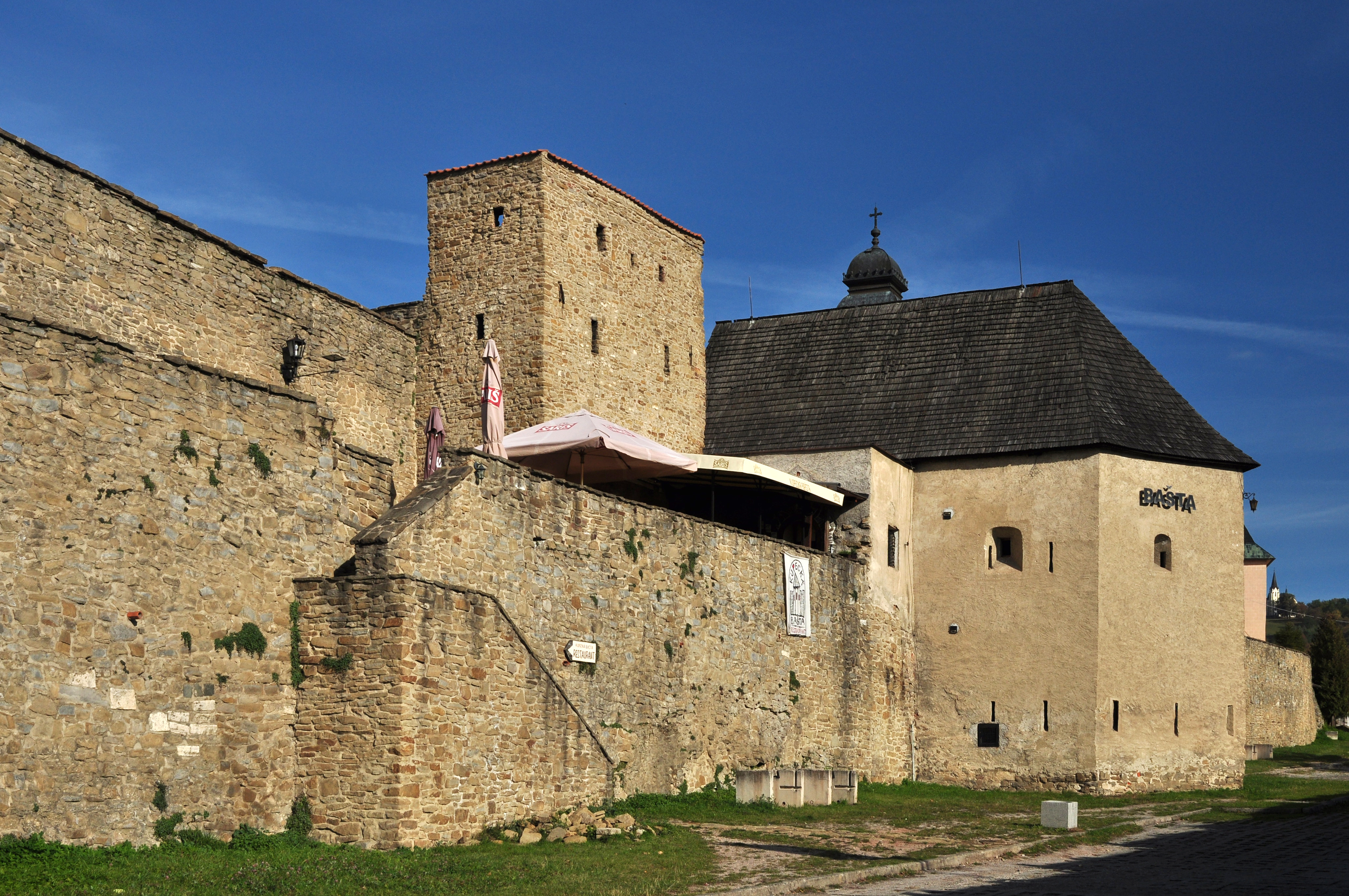
Kupecká bašta
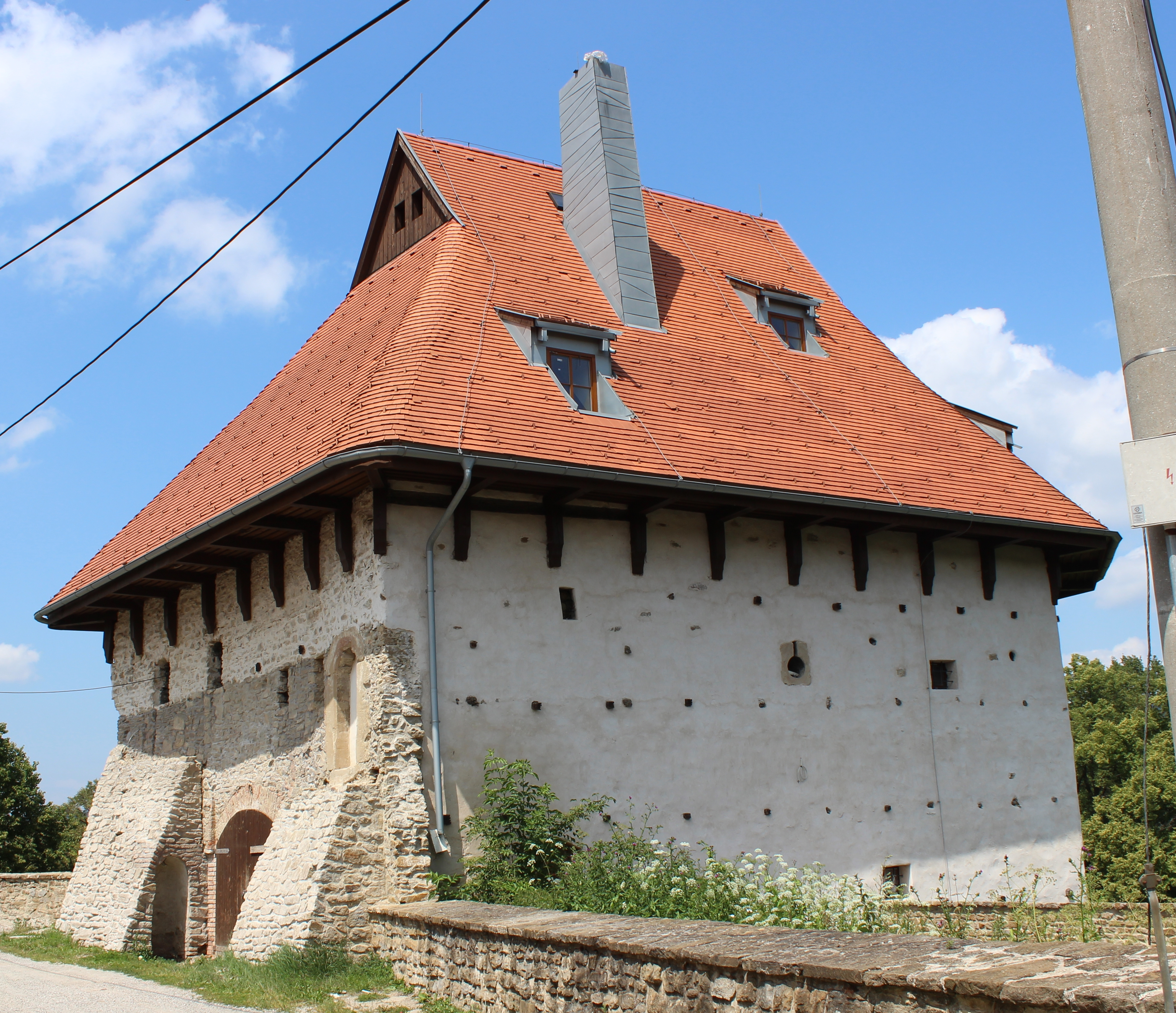
Prašná bašta